# 蔣百里
蔣 百里（しょう はくり、1882年10月13日 - 1938年11月4日）は、中華民国の軍事理論家・陸軍上将。字は百里。号は澹寧。

## 経歴
1882年10月13日、清の浙江省杭州府海寧州硖石鎮（現在の硖石街道）で生まれる。1898年、科挙郷試を通じて秀才になった。1899年、浙江省に入った求是書院は、銭均夫、励綏之と同窓だった。1901年に清華学校に入学した。蔣百里は地方の役人に認められ、その援助を受けて日本に渡り、東京振武学校、陸軍士官学校の第15期に入学した。
1906年に蔣百里が帰国し、趙爾巽幕府で東三省督練公所総参議に任命される。
1912年、保定陸軍軍官学校校長（学長）に就任。
1913年に袁世凱に総統府軍事処の一等参議に委任され、翌年に『孫子新釈』を著した。
1916年に袁世凱の皇帝呼称に反対し、蔣百里は広東省に亡命し、両広護国軍都司令部出師計画股主任に就任した。その後、蔣百里は蔡鍔に付き添って日本へ医者に行った。
1917年に黎元洪総統府顧問に就任し、『軍事常識』を著した。
1918年末に梁啓超とともにヨーロッパを視察し、1920年に帰国し、新文化運動に投入された。
1925年に蔣百里は漢口まで呉佩孚の軍総参謀長を務めた。蔣百里は1926年に辞任して上海に戻って孫伝芳に頼ったが、孫伝芳が張作霖に頼ったため退職した。
1930年1月、学生の唐生智が蔣介石に反対して投獄された。1931年の満洲事変（九一八事変）後に釈放された。
1935年に国民政府軍事委員会高等顧問に就任した。翌年春に欧州を視察し、帰国後は空軍の発展、現代国防の建設を提唱した。
1937年9月、蔣百里は蔣介石の特使としてイタリア王国、ナチス・ドイツを訪問した。
1938年8月に陸軍大学校長代行に就任し、11月4日に広西省宜山県（現在の宜州区）で病没した

## 家族
妻：査品珍、佐藤屋登（蔣佐梅）
女：蔣昭、蔣雍、蔣英（夫：銭学森）、蔣華、蔣和